# حمزة الرشيد
حمزة الرشيد (18 أبريل 1995 - ) لاعب المنتخب الأردني للجوجيتسو، بدأ ممارسة رياضة الجوجيتسو عام 2003 وحصل على الحزام الأسود في عام 2016 وإنضم للمرة الأولى إلى صفوف المنتخب الأردني عام 2015 وشارك وقتها في بطولة العالم بتايلاند.

## انجازاته
نال حمزة الرشيد الميدالية الذهبية ضمن منافسات وزن تحت 77 كغم في بطولة العالم للجوجيتسو عام 2017 والتي أقيمت في بوغوتا عاصمة كولومبيا. في تلك النسخة من بطولة العالم ، استهل حمزة الرشيد مشواره نحو الميدالية الذهبية بالفوز على الكرواتي ماكس أرنولد قبل أن ينتصر على الإماراتي سعود الحمادي. وواصل حمزة الرشيد انتصاراته وحقق الفوز على المصنف الأول على العالم آنذاك البولندي كوزاك في الدور ربع النهائي ، أتبعه بعد ذلك انتصاره في نصف النهائي على الكندي مايكل شيهان. وفي النزال النهائي نجح حمزة في التغلب على البلجيكي ويم ديباتر المصنف الثاني على العالم في ذلك الوقت.
وعاد حمزة الرشيد ليحرز ميدالية فضية في بطولة العالم والتي استضافتها العاصمة الإماراتية أبوظبي في عام 2019.
كما حقق حمزة الرشيد الميدالية الذهبية في بطولة آسيا للكبار عام 2017 والميدالية الذهبية في بطولة العالم للجامعات وميداليتين فضيتين في دورتي الألعاب الآسيوية داخل الصالات المغلقة والفنون القتالية عام 2017 في تركمانستان والألعاب الآسيوية للألعاب الشاطئية في فيتنام عام 2016.